# Kuikkajärvi (sjö i Kuhmo, Kajanaland)
Kuikkajärvi är en sjö i kommunen Kuhmo i landskapet Kajanaland i Finland. Sjön ligger 185,9 meter över havet. Den är 12,3 meter djup. Arean är 79 hektar och strandlinjen är 6,27 kilometer lång. Sjön  ingår i Uleälvens huvudavrinningsområde.   Den ligger omkring 110 kilometer öster om Kajana och omkring 530 kilometer nordöst om Helsingfors. 